# Bannack State Park
Der Bannack State Park liegt 25 km von Dillon im Beaverhead County des US-Bundesstaates Montana. Der 1951 ausgewiesene State Park besteht aus der Geisterstadt Bannack und dem Umland mit einem Abschnitt des Beaverhead Creek. Der State Park umfasst eine Fläche von 619 ha auf einer Höhe von 1779 m.

## Geschichte
Bannack wurde 1862 gegründet und nach dem Indianerstamm der ursprünglich einheimischen Bannock benannt. Die Goldgräberstadt wurde 1864 zur ersten Hauptstadt des historischen Montana-Territoriums ernannt. 1865 wurde die Hauptstadt während des Montana Gold Rushs dann nach Virginia City verlegt, wohin seit den dortigen Goldfunden von 1863 auch vermehrt Einwohner von Bannack zogen. Zwischen den späten 1860er und den 1930er Jahren existierte Bannack weiterhin als Bergbaustätte, wenn auch mit sinkenden Einwohnerzahlen. Bis zu den 1950er Jahren hatten die Goldschürferträge weiter abgenommen und die meisten Bewohner die Stadt verlassen. In dieser Phase wurde der Bannack State Park mit 40–60 historischen Strukturen und Gebäuden eingerichtet. Im Juli 1961 wurde das Gebiet als Historic District zusätzlich als National Historic Landmark eingetragen.

## Fauna
Im Parkgelände und den Gebäuden haben sich die unterschiedlichsten Tiere angesiedelt. Während der Gefleckte Columbia-Frosch feuchtes Gelände und lichten Baumbestand bevorzugt, ist die Westliche Klapperschlange in den trockenen Bereichen anzutreffen.
Der Luftraum wird von über 30 Vogelarten bevölkert. 
Singvögel wie Berghüttensänger, 
Felsenzaunkönig, Katzendrossel, Gebirgsmeise und Schwarzkopfmeise, Purpurstärling und der Rotflügelstärling sind ebenso zu hören wie der Goldspecht und Dunenspecht oder Schreivögel wie der Westliche Waldtyrann. Kanadareiher, Grus canadensis, Virginia-Uhu und Rotschwanzbussard beeindrucken mit Flügelspannweiten deutlich über einem Meter während die Kolibriart Rotrücken-Zimtelfe nur elf Zentimeter aufweisen kann. Sängervireo, Veilchenschwalbe und Gürtelfischer ergänzen das Artenspektrum
Zu den Nachtaktiven Säugetieren gehören das Langschwanzwiesel und
mehrere Fledermausarten wie die Große Braune Fledermaus, das Townsend-Langohr und Myotis ciliolabrum und Myotis lucifugus.
Im State Park gibt es eine ganze Reihe Kleinsäuger und Nagetiere wie die Dunkle Rotzahnspitzmaus und Amerikanische Maskenspitzmaus, Thomomys idahoensis, Hirschmaus, Gull-Wiesenwühlmaus und Langschwanz-Wühlmaus. Salbeiwühlmaus, Westliche Hüpfmaus, Wanderspitzmaus, oder die Buschschwanzratte. An größeren Nagern leben Berg-Baumwollschwanzkaninchen, Zwergkaninchen, Eselhase, Präriehase im Gelände.
Von den vorkommenden Hörnchen gehören die Wyoming-Ziesel zu den Erdhöhlenbewohnern, während Tamiasciurus hudsonicus, Gelber Fichten-Chipmunk, Kleiner Chipmunk gerne auf Bäumen unterwegs sind. Der Kanadische Biber bevorzugt das Fließgewässer des Beaverhead Creek. Elche und Weißwedelhirsche sind die größten Tiere im Park. 
Von dieser Nahrungsgrundlage können sich Allesfresser wie Streifenskunks, Kojote, und Vielfraß ernähren.